# Ichthyscopus sannio
Ichthyscopus sannio är en fiskart som beskrevs av Whitley, 1936. Ichthyscopus sannio ingår i släktet Ichthyscopus och familjen Uranoscopidae. Inga underarter finns listade i Catalogue of Life.